# Jan Zdeněk Bartoš
Pour les articles homonymes, voir Bartoš.
Jan Zdeněk Bartoš, né le 4 juin 1908 à Dvůr Králové nad Labem et mort le 1er juin 1981 à Prague, est un compositeur tchèque.

## Biographie
Enfant, Bartoš, passionné de musique, commence à jouer du violon sous la baguette du professeur Karel Hršel dans la ville de Hradec Králové. Mais, poussé par ses parents, c'est vers le commerce qu'il se tourne. En 1924, après avoir obtenu son diplôme d'école de commerce, Bartoš partit pour la France, pays où il trouvera sa véritable vocation : la musique. C'est vers 1925 qu'il s'installe à Marseille et joue dans la compagnie navale des Messageries maritimes en tant que premier violon soliste. C'est donc avec cette entreprise qu'il voyage - de 1929 à 1931 - entre l'Afrique et l'Asie (notamment à Madagascar). Après ces voyages incessants, il revient en Tchécoslovaquie pour étudier la théorie musicale avec Otakar Šín (en) et Jaroslav Křička notamment. Il est diplômé en 1943, ce qui lui permet de travailler pour le ministère tchèque de l'Éducation et enseigner la composition à partir de 1958, et la théorie musicale au conservatoire de Prague. C'est à partir de cette période de sa vie qu'il se met à composer. Parmi ses œuvres notables, il faut retenir ses deux opéras, son unique opérette, ses fantastiques quatre symphonies, de la musique de chambre, des cantates, des cycles de chansons et de la musique de théâtre.

## Œuvres majeures

### Opéras et ballets
- Král manéže, Ballet-Pantomime burlesque en quatorze scènes
- Prokletý zámek, Opéra en un acte (1951) sur un livret de Zdeněk Lorenc

### Symphonies pour orchestre symphonique
- Symphonie no 1 pour grand orchestre, Op.65 (1952)
- Symphonie no 2 pour orchestre (de chambre), Op.78 (1956-1957)
- Symphonie no 5
- Symphonie no 6 pour quatuor de cuivres et orchestre à cordes (1974)
- Symphonie no 7 (1977)

### Pour orchestre à cordes
- Symphonie no 3 pour orchestre à cordes (1964-1965)

### Pour orchestre d'harmonie
- Z podkrkonošského špalíčku (1973)

### Musique pour concerts
- Introdukce a rondo pour violon et orchestre, Op.13 (1937)
- Concertino pour basson et orchestre, Op.34 (1943)
- Staří přátele, Suite Concertante pour alto, contrebasse et 9 instruments à vent (1964)
- Symphonie no 4, Symphonie concertante pour hautbois d'amour et orchestre à cordes (1968)
- Concerto da camera pour alto et orchestre à cordes (1970)
- Concerto pour violon et orchestre à cordes (1972)
- Concerto pour "Due Boemi" pour clarinette basse, piano et orchestre à cordes (1975)
- Trio pro Koncert pour violon, alto, violoncelle et orchestre à cordes (1975)
- Sonate pour trombone, 12 cordes et piano (1978)
- Caprice concertant pour hautbois et orchestre de chambre (1979)

### Musique de chambre
- Partita pour alto solo, Op.36 (1944)
- Quatuor à cordes no 2, op.43 (1946)
- Sonatine pour alto et piano, Op.46 (1947)
- Duo pour deux violons, Op.60 (1951)
- Quatuor à cordes no 3
- Quatuor à cordes no 4
- Quatuor à cordes no 5 «Aby celý svět byl zahradou», Op.66 (1952)
- Elegie pour violoncelle et piano (ou orgue) (1952)
- Divertimento no 1 pour flûte, 2 hautbois, 2 clarinettes, 2 cors et 2 bassons (1960)
- Quatuor avec piano, Op.81
- Trio pour violon, alto et harpe (1961)
- Preludia pour flûte et piano (1963)
- Musica piccola , suite pour étudiant ensemble de violon et piano (1964)
- Trio pour violon, alto et violoncelle, Op.123 (1967)
- Miniatury, pièces instructives pour violoncelle et piano (1970)
- Adagio Elegiaco et Rondo pour cor et piano (1974)
- Nonet no 2 pour flûte, hautbois, clarinette, basson, cor, violon, alto, violoncelle, contrebasse (1974)
- Trio pour pianos no 2 (1974)
- Deset skladbiček pour trois flûtes à bec (1976)
- Fantazie pour alto solo (1980)
- Tercettino pour hautbois, clarinette et basson (1981)
- Divertimento no 7 pour 3 clarinettes
- Quatuor à cordes no 6 "In miniatura"
- Quatuor à cordes no 7 «Quator Wegimont»
- Quatuor à cordes no 8, op.86
- Quatuor à cordes no 9
- Quatuor à cordes no 10
- Quatuor à cordes no 11

### Piano
- Dvouhlasé invence pour piano, Op.5
- Maličkosti pour piano (1947)
- Sonate no 1 pour piano (1956)
- Sonate no 2 «Giocosa» pour piano, Op.82 (1959)

### Voix
- Meditace na Štursova "Raněného" (Méditation sur "Les blessés" de Jan Štursa (en)) pour mezzo-soprano et orchestre à cordes (ou quatuor à cordes), Op.76 (1956)

## Sources
- Nicolas Slonimsky, Alain Paris et Marie-Stella Paris, Dictionnaire biographique des musiciens, R. Laffont, 1995 (ISBN 2-221-06510-7, 978-2-221-06510-5 et 2-221-06787-8, OCLC 33096600, lire en ligne)